# 13 juillet 1954
Le mardi 13 juillet 1954 est le 194e jour de l'année 1954.

## Naissances
- Andrew Klavan,
- David Thompson, joueur de basket-ball américain
- Ernst Ulrich Deuker, musicien allemand
- Faramarz Aslani,
- Florencio Abad, homme politique philippin
- Guillermo José del Corral Díez,
- Louis Acariès,
- Marie-Françoise Plissart, photographe belge
- Rick Chartraw, hockeyeur sur glace américain
- Sezen Aksu, auteur, compositeur interprète de musique pop
- U-Wei Haji Saari,

## Décès
- Bennett Champ Clark (né le 8 janvier 1890), politicien américain
- Frida Kahlo (née le 6 juillet 1907), Peintre mexicaine
- Grantland Rice (né le 1er novembre 1880),
- Irving Pichel (né le 24 juin 1891), acteur américain
- Jacques E. Brandenberger (né le 19 octobre 1872), chimiste suisse
- Théophile Moreux (né le 20 novembre 1867), astronome français

## Événements
- Publication de L'Île du danger